# Brigitte (groupe)
Pour les articles homonymes, voir Brigitte.
Brigitte est un duo de chanteuses françaises composé de Sylvie Hoarau et Aurélie Saada.

## Histoire
Après quelques albums solo, Aurélie Saada et Sylvie Hoarau, respectivement connues pour leurs anciens projets musicaux du nom de Mayane Delem et Vendetta, décident de former un nouveau duo de musique. Leur nom rend hommage notamment à Brigitte Bardot et Brigitte Lahaie.
Les débuts du groupe au look néo-hippie se font timides sur Myspace et sur les CQFD avant de se voir participer à la bande originale du film de Benoit Pétré (ancien comparse de Mayane dans la troupe « Les Quiches ») Thelma, Louise et Chantal, composée par Keren Ann. Leur reprise sensuelle de Ma Benz de Suprême NTM – dont le clip est réalisé par Mark Maggiori, l'ex-mari d'Aurélie – leur vaut de la reconnaissance de la part de Joey Starr lors de certains entretiens. Cette reprise est également diffusée en 2010 dans l'émission Taratata.
En juin 2010, un EP trois titres, Battez-vous, réalisé et produit par le groupe est distribué par Believe. Puis, en octobre 2010, Brigitte signe chez 3e bureau, un label indépendant de Wagram Music. Le disque est ensuite réédité par le label.
À la fin de 2010, le groupe enregistre son premier album intitulé Et vous, tu m'aimes ? au studio Labomatic à Paris. L'album au style rétro-folk sort le 18 avril 2011. Contrairement aux maquettes jouées guitare-voix, l'album est joué par plusieurs instruments et on peut retrouver des ambiances psychédéliques, orientales ou hip-hop.  Aurélie Saada et Sylvie Hoarau sont auteures et compositrices de tous leurs morceaux.
Le groupe se fait connaître par la scène, avec plus de 250 dates en France et à l'étranger (tournées dans le sud de l'Asie, au Moyen-Orient et en Europe). À Paris, elles chantent à l'Alhambra (mars 2011), au Trianon (juin 2011), à l'Olympia (octobre 2011) et au Zénith (mai 2012).
En 2011, l'album Et vous, tu m'aimes ? est certifié double disque de platine avec plus de 200 000 exemplaires vendus en France.
Au début de 2012, le groupe chante pour la publicité Lancôme Rouge in Love, une adaptation du titre Oh la la de l'album Et vous, tu m'aimes ?.
En décembre 2012, Brigitte sort un nouvel album : Encore, composé essentiellement de reprises telles que The Bay (reprise de Metronomy), Allumer le feu (Johnny Hallyday) ou I Want Your Sex (George Michael), et d'une chanson originale inédite : La Poudrière.
En août 2014, Brigitte sort le single À bouche que veux-tu dont le clip est réalisé par Aurélie Saada. L'album éponyme sort dans la foulée le 17 novembre sur le label du groupe récemment créé, B Records. Il est certifié Double Platine. Deux autres singles en sont extraits : J'sais Pas et Hier Encore.
En novembre 2015, le groupe sort l'album 1 chef d’orchestre, 12 cordes, 3 cuivres et 1 flûte, composé de cinq titres tirés de l'album À bouche que veux-tu en version orchestrale, sous le label B Records .
En février 2016, Brigitte continue l'exploitation de son album À bouche que veux-tu avec le titre L'Échappée belle. Une fois encore, c'est Aurélie Saada qui réalise le clip, un clip animé par des illustrations de Delphine Cauly.
En septembre 2017, Brigitte sort le 1er titre de son 3e album, intitulé Palladium. Le 17 novembre, le groupe sort l'album Nues sous le label Boulou Records. Il est certifié disque d'or.
En novembre 2018, le duo enregistre une reprise de Debout les femmes, l'hymne du MLF avec 37 autres chanteuses qui sont : Mayra Andrade, Jennifer Ayache, Nawel Ben Kraiem, Blondino, Karen Brunon, Buridane, Amina Cadelli, Barbara Carlotti, Chat, Les Coquettes, Anaïs Croze, Camille Faure, Alma Forrer, Zaza Fournier, Élodie Frégé, HollySiz, Agnès Jaoui, Mai Lan, Clara Luciani, Luciole, Madjo, Carole Masseport, Inna Modja, Sandra Nkaké, Ornette, Lili Poe, Pomme, Barbara Pravi, Olivia Ruiz, La Grande Sophie, Élisa Tovati, Calypso Valois, Diane Villanueva, Cléa Vincent et Julie Zenatti. Le 19 décembre 2018, plus de 70 célébrités se mobilisent à l'appel de l'association Urgence Homophobie. Le duo en fait partie et apparaît dans le clip de la chanson De l'amour.
Le 8 février 2021, Aurélie Saada annonce à demi-mot sur Instagram la fin du duo Brigitte : « C’est pas la première fois que je me fais larguer… »

## Récompenses et nominations
- Nomination aux Globes de Cristal de la « meilleure interprète » 2012
- Récompensée aux Victoires de la musique 2012 : groupe ou artiste révélation scène
- Chevaliers de l'ordre des Arts et des Lettres
- Récompensées aux Globes de Cristal dans la catégorie « meilleure interprète féminine » en 2015.

## Discographie

### Singles
- 2010 : Ma Benz (reprise de Suprême NTM)
- 2010 : Battez-vous
- 2011 : Oh la la
- 2011 : Cœur de chewing gum
- 2014 : À bouche que veux-tu
- 2015 : J'sais pas
- 2015 : Hier encore
- 2016 : L'Échappée belle
- 2017 : Palladium
- 2020 : Allô… Tu m'entends ?

### Clips
- La Vengeance d'une louve de Mark Maggiori
- Ma Benz de Mark Maggiori
- Battez-vous de Mark Maggiori
- Oh la la de Mark Maggiori
- Cœur de chewing gum d'Aurélie Saada
- À bouche que veux-tu d'Aurélie Saada
- J'sais pas
- L'Échappée belle d'Aurélie Saada
- Palladium d'Aurélie Saada[13]

### Inédits
- Oh la la, version anglaise pour des publicités de Lancôme
- La Poudrière, utilisée pour un court métrage réalisé par Aurélie Saada pour Vogue Eyewear

### Participations
- 2015 : Opium sur l'album Joyeux anniversaire, M'sieur Dutronc
- 2017 : Allô maman bobo sur l'album hommage à Alain Souchon, Souchon dans l'air
- 2017 : La Fille du motel en duo avec Eddy Mitchell sur son album La Même Tribu
- 2020 : Allô, tu m’entends sur l’album hommage à Guy Béart, Versions libres

### Reprises
- Ma Benz de NTM
- Rockin' Robin de The Jackson Five
- Concerto pour deux voix de Saint Preux
- Walk This Way d'Aerosmith et Run–D.M.C.
- Allumer le feu de Johnny Hallyday
- Les Vacances au bord de la mer de Michel Jonasz (B.O. Thelma Louise et Chantal)
- Eye of the Tiger de Survivor
- Chez les yéyé de Serge Gainsbourg sur France Inter (mars 2011)
- I Want Your Sex de George Michael à Taratata pour la fête la musique (21 juin 2011)
- L'amour est un oiseau rebelle, extrait de l'opéra Carmen pour les publicités de la marque Bledina (juillet 2011)
- The Bay de Metronomy
- Pétrole pop de Michel Magne et Jean Yanne, en featuring avec Youssoupha au Zénith de Paris (mai 2012)
- Pendant que les champs brûlent de Niagara sur l'album Toutes nues en 2019